# Pfarrkirche Forchtenstein

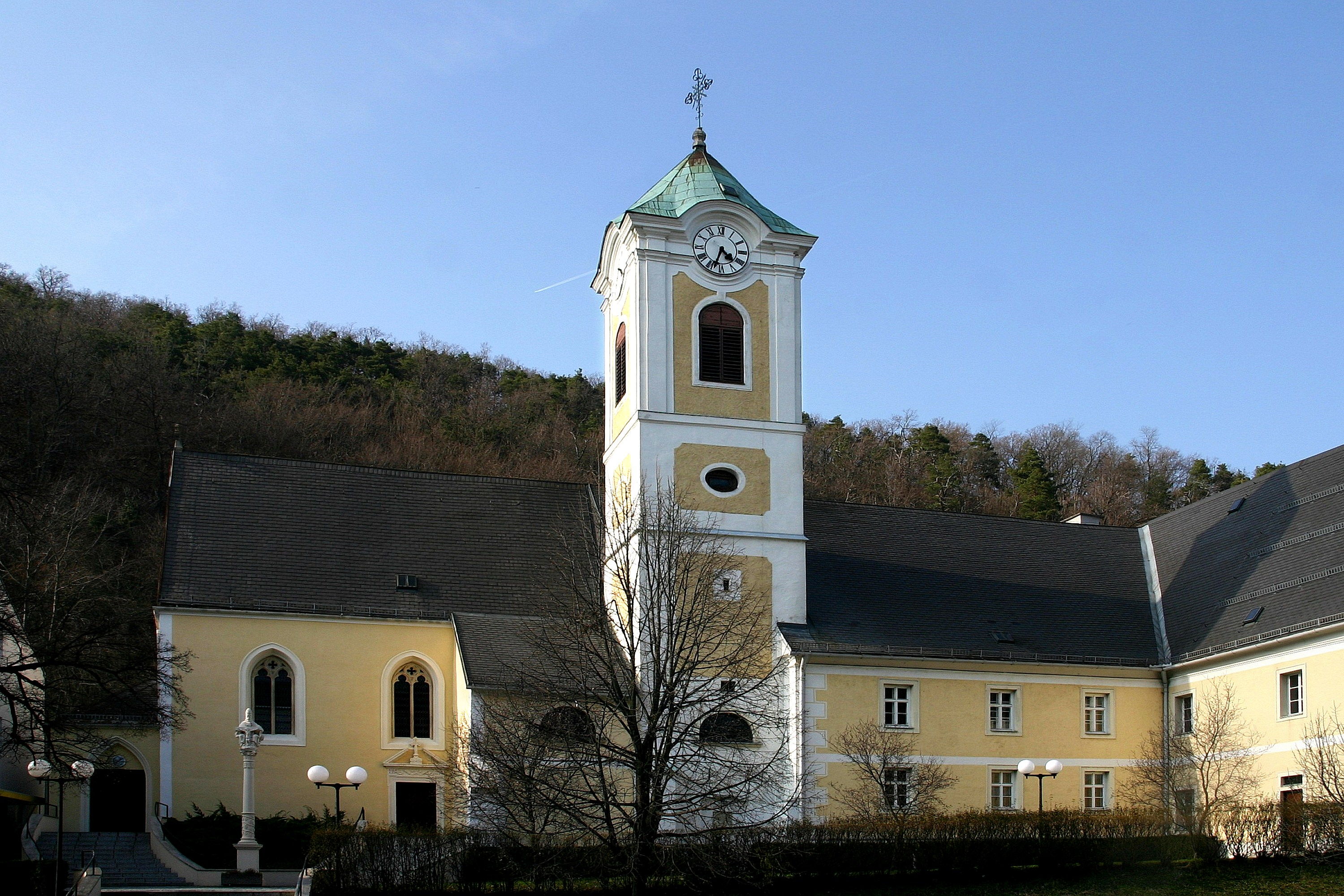
Außenansicht

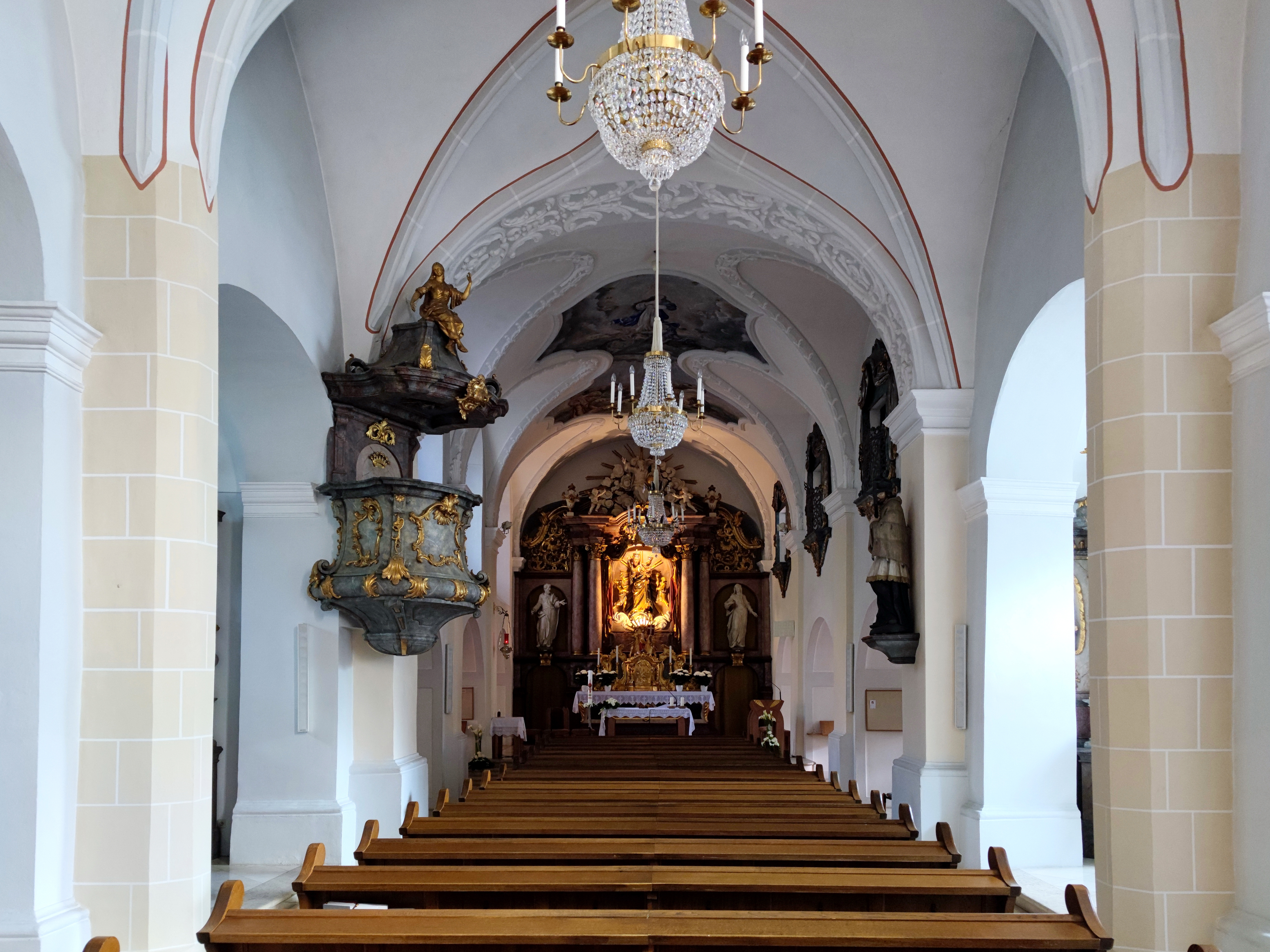
Innenraum

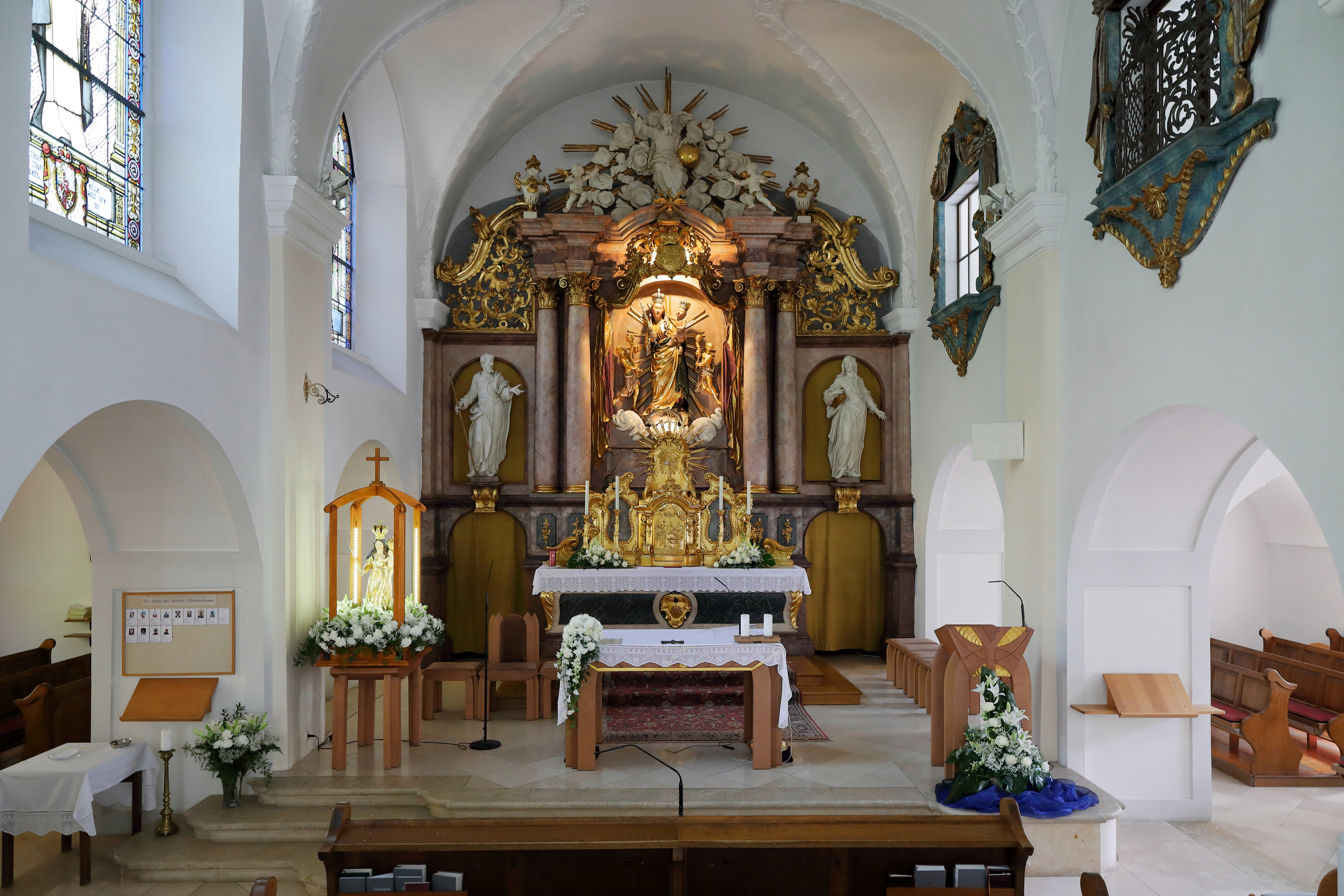
Altarraum

Die römisch-katholische Pfarrkirche Forchtenstein steht in der Gemeinde Forchtenstein im Bezirk Mattersburg im Burgenland. Die Pfarrkirche Mariä Himmelfahrt gehört zum Dekanat Mattersburg in der Diözese Eisenstadt. Die Kirche steht unter Denkmalschutz (Listeneintrag).

## Geschichte
Die Kirche wurde 1347 als Filialkirche von Mattersburg durch Bischof Albert von Nikomedien, dem Vikarius des Raaber Bischofs, geweiht. Laut Inschrift über der Kirchentür wurde die Kirche 1655 sowie 1703 im Zuge der Errichtung des Klosters erweitert. Fürst Paul Esterhazy übergab 1695 die Kirche und das angebaute Kloster den im Zuge der Gegenreformation ins Land geholten Serviten. Zwischen 1983 und 1985 wurde im Zuge der Renovierung der Kirche das Seitenschiff erweitert.
Die Fenster schuf die Künstlerin und Ordensfrau Elfriede Ettl mit Darstellungen des Psalms 148 („Das Gotteslob in der Schöpfung“). 

## Ausstattung
Die Kirche, die in Verbindung mit der Rosalienkapelle eine viel besuchte Wallfahrtsstätte ist, hat einen barocken Hochaltar. In dessen Mittelpunkt steht eine aus dem 15. Jahrhundert stammende gotische Madonna mit auf dem Arm liegenden Jesukind. Der Legende nach ist diese Statue bei Bränden und anderen Zerstörungen immer unversehrt geblieben.
Die Orgel aus 1954 mit 8 Registern wurde von Ferdinand Molzer gebaut.